# Seeheim-Jugenheim
Seeheim-Jugenheim is een gemeente in de Duitse deelstaat Hessen, en maakt deel uit van de Landkreis Darmstadt-Dieburg.
Seeheim-Jugenheim telt 16.471 inwoners.

## Delen van de gemeente
Delen van Seeheim-Jugenheim:
- Balkhausen (693 inw.)
- Jugenheim (4448)
- Malchen (1004)
- Ober-Beerbach (1269)
- Seeheim (9060)
- Steigerts (81)
- Stettbach (144)

Alsbach-Hähnlein ·
Babenhausen ·
Bickenbach ·
Dieburg ·
Eppertshausen ·
Erzhausen ·
Fischbachtal ·
Griesheim ·
Groß-Bieberau ·
Groß-Umstadt ·
Groß-Zimmern ·
Messel ·
Modautal ·
Mühltal ·
Münster ·
Ober-Ramstadt ·
Otzberg ·
Pfungstadt ·
Reinheim ·
Roßdorf ·
Schaafheim ·
Seeheim-Jugenheim ·
Weiterstadt